# Béla al III-lea al Ungariei
Béla al III-lea (n. 1148, Regatul Ungariei – d. 23 aprilie 1196, Regatul Ungariei) a fost rege al Ungariei de la 1 martie 1172 până la moartea sa în 23 aprilie 1196. A fost căsătorit cu Ana de Châtillon, apoi cu Marguerite de France.

## Părinții
Béla al III-lea a fost fiul regelui Géza al II-lea al Ungariei și al prințesei Eufrosina a Kievului.

## Viața

### Copilăria și tinerețea la Constantinopol
Béla a fost crescut la curtea lui Manuel I Comnen, trimis fiind de fratele său mai mare Ștefan al III-lea, în calitate de ostatic. Béla, în timpul cât a trăit in Constantinopol, și-a însușit cultura bizantină. Întrucât Manuel I Comnen nu avea fii la vremea respectivă, ci doar fiice, l-a crescut pe Béla ca pe urmașul său la tron. La curtea bizantină, Béla a primit numele de Alexios. În 1163 prințul Alexios (Béla) s-a logodit cu prințesa Maria Comnena, una din fiicele lui Manuel I Comnen. Însă logodna a fost ruptă în 1169.
În 1170 Agnès de Châtillon a mers la Constantinopol, unde sora ei Maria era soția împăratului bizantin Manuel I Comnenul. La curtea imperială, Agnès a primit numele de Anna / Ana. La cererea împăratului, Agnès s-a căsătorit cu prințul Béla.
Când însă din a doua căsnicie a lui Manuel I Comnen s-a născut un fiu (viitorul Alexios al III-lea Angelos) fratele lui Béla a murit, lăsând liber tronul maghiar. 

### Întoarcerea în Ungaria
În 1172 Béla a revenit în Ungaria pentru a ocupa tronul, dar înainte de aceasta a promis împăratului că Dalmația, pe care Manuel o cucerise în războiul cu Ștefan, va rămâne teritoriu bizantin, până la moartea basileului. Până la moarte, Béla a mentinut legături cordiale cu Bizanțul.
În anul 1184 regina Ana de Châtillon a murit, în vârstă de 30 de ani. După doi ani, în 1186, regele Béla al III-lea s-a căsătorit cu Marguerite de France (1158-1197), soră a regelui Philippe-Auguste al Franței, văduvă și ea.

### Domnia

Stemă a Ungariei vechi

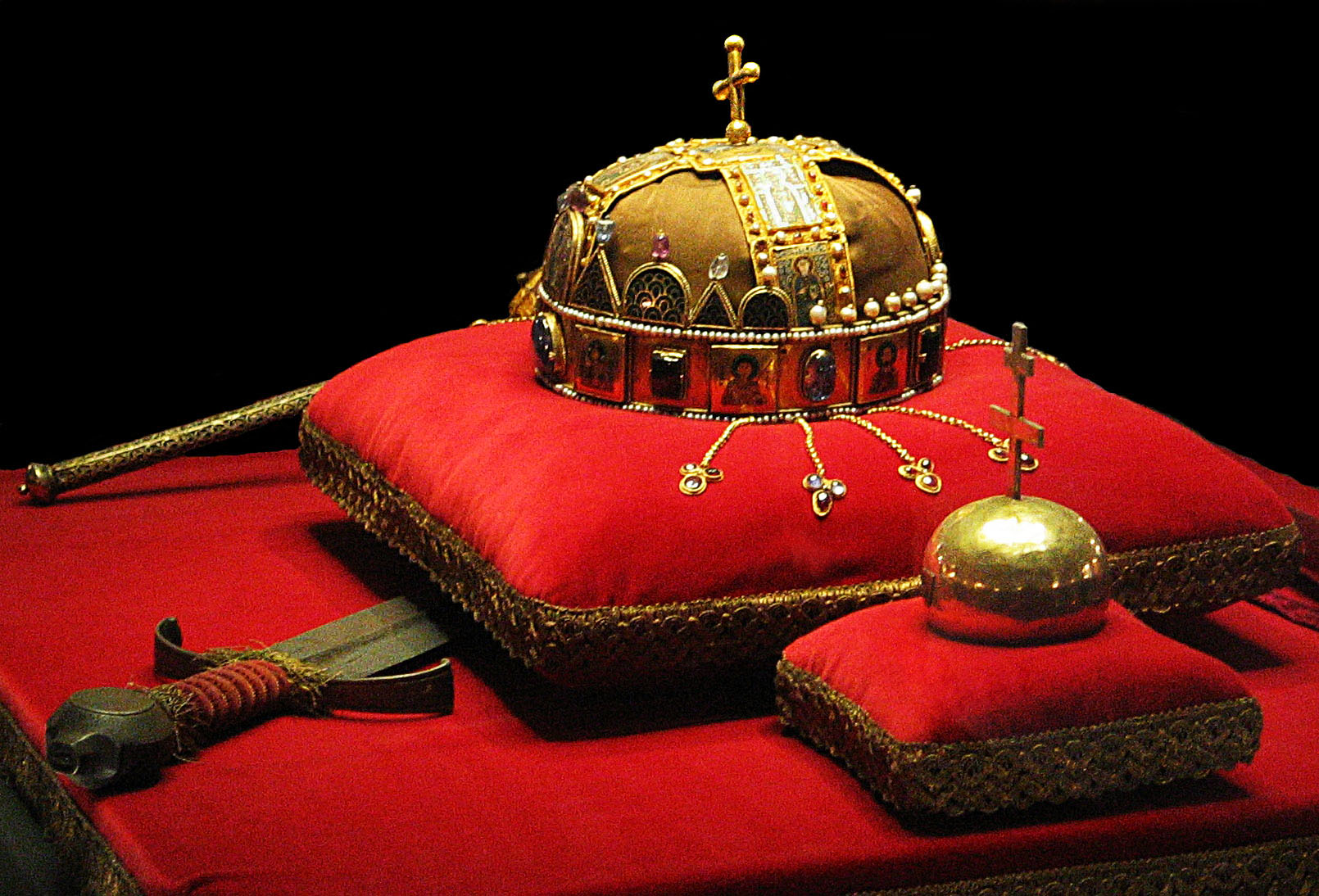
Coroana, sceptrul, globul crucifer, precum și sabia regilor maghiari

Fiind crescut și educat la Constantinopol, marii nobili nu au avut încredere în Béla, considerându-l ca fiind omul basileului. La începutul domniei sale, niște magnați, cu complicitatea Eufrosinei, mama lui Béla, au încercat uciderea regelui și au vrut ca tronul să-i revină fratelui său mai mic, Géza. Complotul nu a reușit și Béla i-a trimis pe mama și pe fratele său la închisoare.
Revenit în Ungaria și încoronat rege, Béla al III-lea imită monarhiile occidentale, pentru îmbunătățirea administrației țării. Creează o cancelarie și noi impozite (taxe vamale, taxe de drept de trecere, taxe pentru târguri). Duce o politică de favorabilă papei, menținând echilibrul în relațiile cu Sfântul Imperiu Romano-German.
Un inventar al veniturilor ecleziastice și regale ale epocii lui Béla al III-lea indică faptul că acesta dispunea anual de echivalentul a 23.000 kg de argint fin; spre comparație, regele francez Philippe-Auguste dispunea, în aceeași epocă, de 17.000 kg de argint fin.

## Cultura și arta
În legătură cu forma definitivă a coroanei regelui maghiar, cercetătorii de la Universitatea din Passau au favorizat anul 1185, din timpul domniei lui Béla al III-lea, ca an al îmbinării celor două elemente ale coroanei.
În general se consideră că la curtea lui a fost scrisă de către un cronicar anonim Gesta Hungarorum. 

## Campanii militare
În timpul domniei sale a condus două campanii; una împotriva Imperiul Bizantin, după moartea împăratului Manuel I, în 1180, în care a ocupat Dalmația. A doua campanie a fost purtată în Halici și Lodomeria în 1189, soldându-se însă cu un eșec.

## Locul de veci

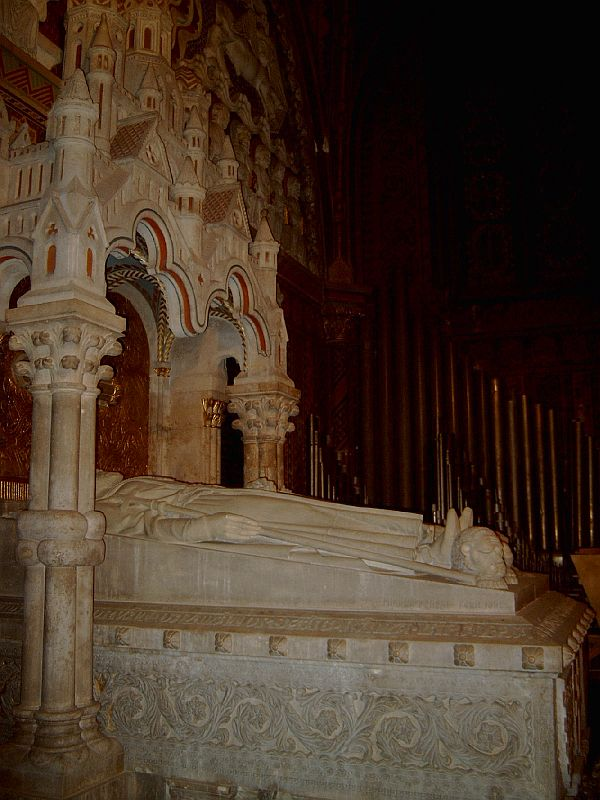
Mormântul lui Béla al III-lea, alături de cel al Anei de Châtillon, în capela funerară a Bisericii Mátyás

În anul 1190 regele a promis că va participa la cruciadă, dar mai apucat, pentru că în 1192 a încetat din viață. A fost înmormântat în bazilica de la Székesfehérvár. În prezent rămășițele sale pământești se află într-un sarcofag din Biserica Mátyás, din Cetatea Buda, alături de soția sa Ana de Châtillon.

## Urmași
Împreună cu soția sa Ana de Châtillon, Béla a avut șase copii, și anume:
- Imre al Ungariei / Emeric al Ungariei (1174-1204), devenit rege al Ungariei (1196-1204);
- Margit (1175-1223), împărăteasă bizantină, soția împăratului Isaac al II-lea Angelos;
- Andrei al II-lea (1176-1235), rege al Ungariei (1205-1235);
- Salamon / Solomon - mort fiind copil;
- István / Ștefan – mort fiind copil;
- Konstancia (1181-1240), regină, soția lui Ottokar I, regele Boemiei.

Împreună cu cea de-a doua soție, Marguerite de France, regele Béla al III-lea nu a avut copii.